# Schulgebäude Mieczysława-Niedziałkowskiego-Straße 32 (Stettin)
Das Gebäude an der Mieczysława-Niedziałkowskiego-Straße 32 ist ein vierstöckiges Schulgebäude, das an der Ecke der Mieczysława-Niedziałkowskiego-Straße (vor 1945: Petrihofstraße) und der Unisławy-Straße (vor 1945: Scharnhorststraße), in der Stettiner Stadtsiedlung Śródmieście-Północ, im Stadtbezirk Śródmieście steht.

## Geschichte
Das Schulgebäude wurde zwischen 1886 und 1890 für die Barnim-Mittelschule, auch Französisch-Reformierte Knabenschule genannt, eine von der französischen Gemeinde betriebene Mittelschule in Stettin, errichtet. Früher befand sich diese Schule im Gebäude in der Frauenstraße 27 (heute Panieńska-Straße). Während der Luftangriffe auf Stettin in der Nacht vom 29. auf den 30. August 1944 wurde das Dach des Gebäudes zusammen mit der die Ecke krönenden Kuppel zerstört.
Nach dem Zweiten Weltkrieg wurde das Dach des Gebäudes in vereinfachter Form wiederaufgebaut. Nach der Renovierung wurde das Gebäude 1947 an den Komplex der Kazimierz-Wielki-Bauschulen übergeben. Später wurde die Schule durch ein neues Verbindungsgebäude mit dem einzigen erhaltenen Gebäude der benachbarten ehemaligen Gneisenau-Mädchenschule verbunden, das heute das Wohnheim des Schulkomplexes beherbergt.

## Galerie

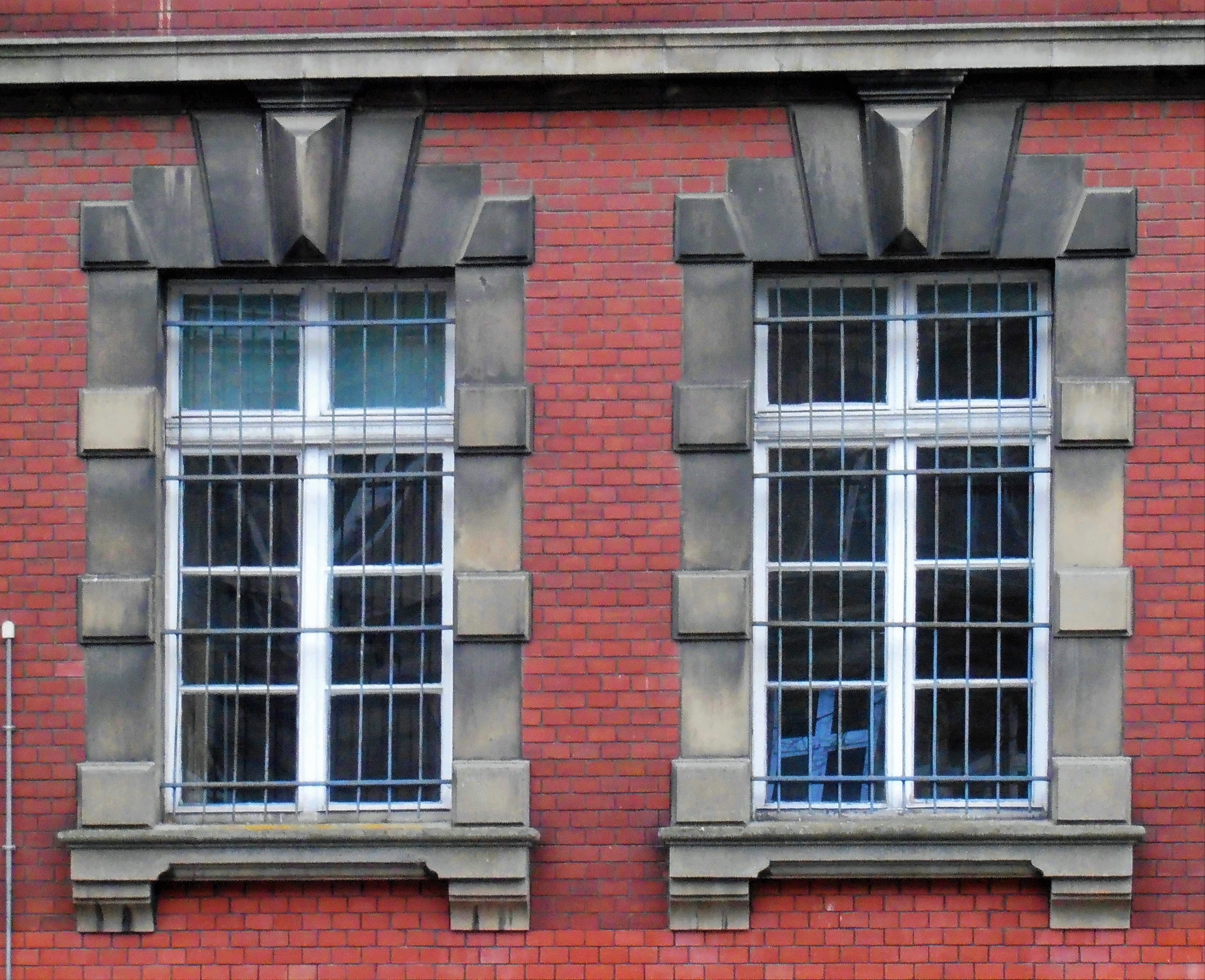
Verzierungen des Erdgeschosses
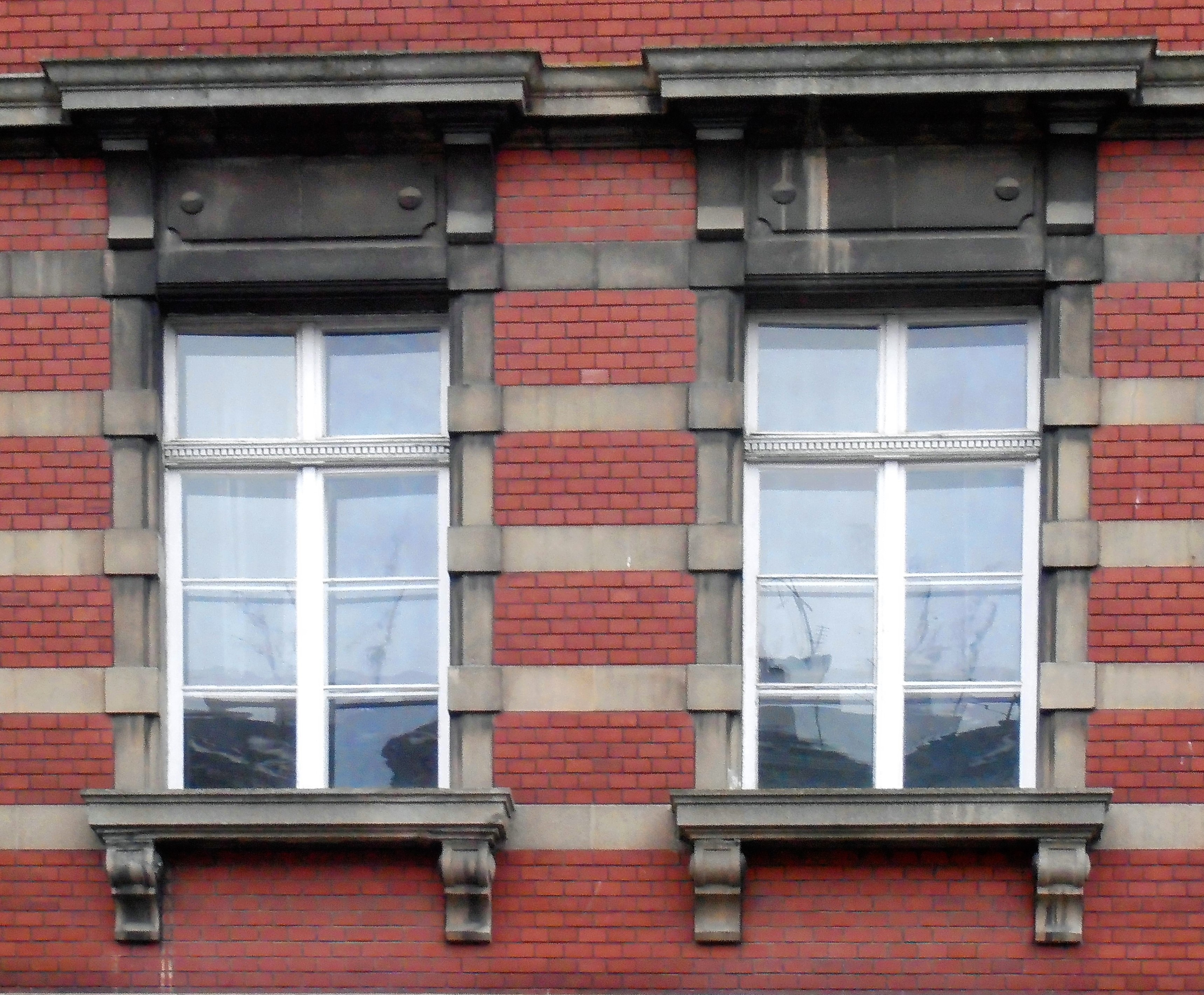
Verzierungen des 1. Stocks
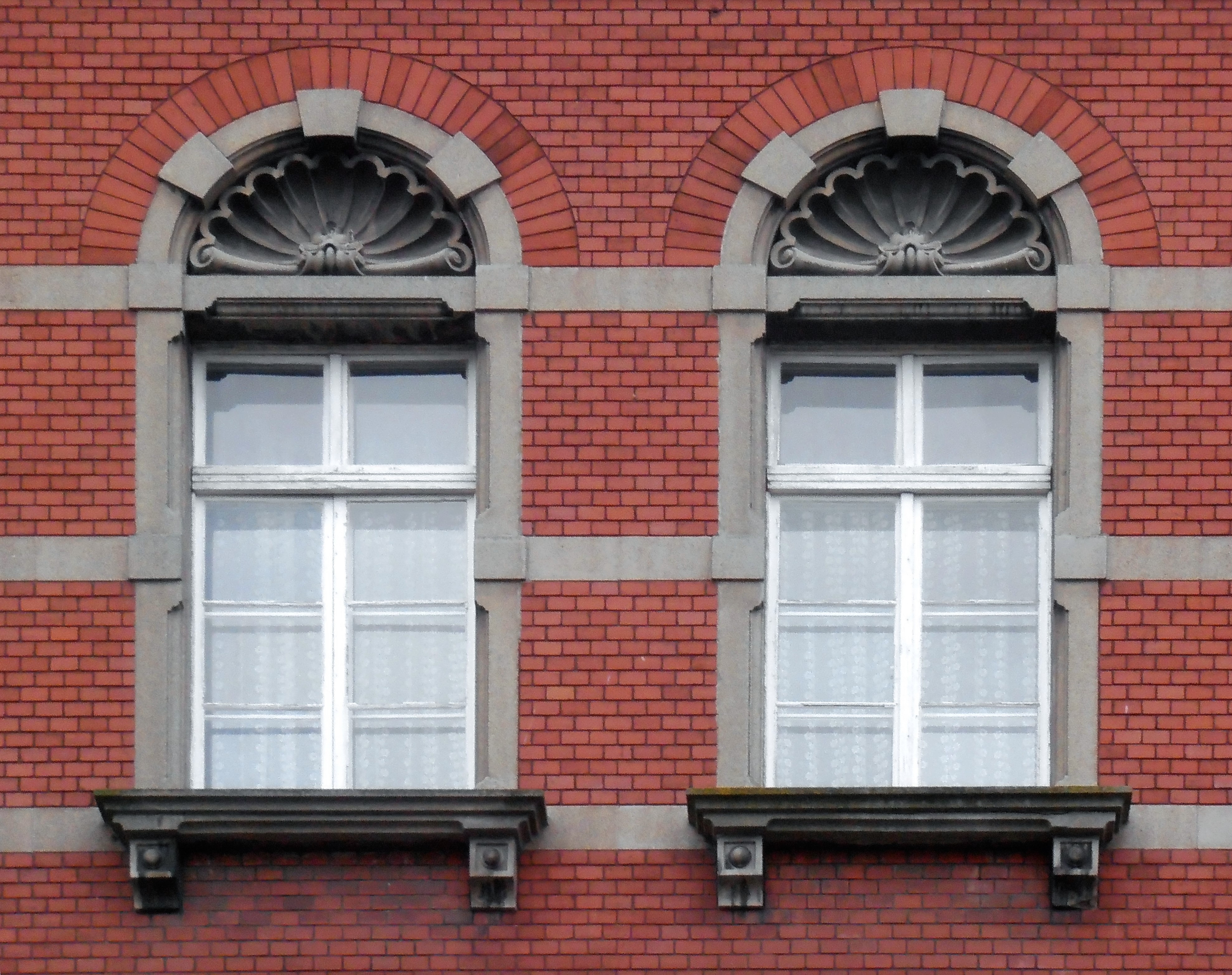
Verzierungen des 2. Stocks
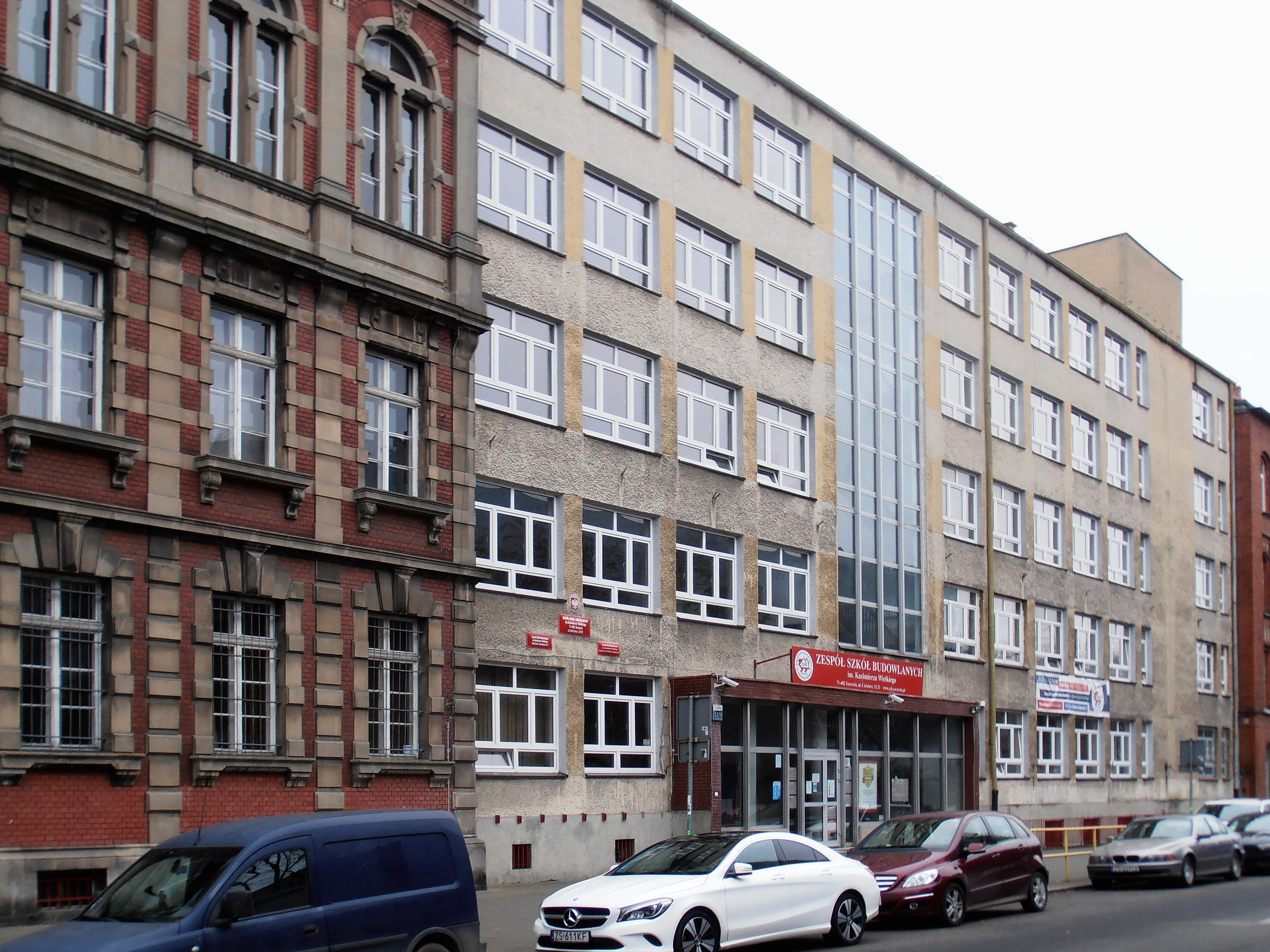
Haupteingang im Verbindungsgebäude